# Javier Mora
Javier Mora Domínguez (Huelva, 6 de mayo de 1975) es un actor español. Es conocido por haber trabajado en series como Los Protegidos, El síndrome de Ulises  y Fenómenos (serie de televisión). Recientemente le hemos visto en Servir y Proteger, Toy Boy y La Otra Mirada.

## Biografía
En 2002, hizo un personaje episódico en Padre coraje y en 2006, hizo otro de episódico en Aquí no hay quien viva como un médico. En ese mismo año, hizo otro cameo en Hospital Central, interpretando a Claudio. En 2007 participó en Los Hombres de Paco en 4 episodios.
En 2007 y 2008 dio vida a Rai Salazar en las tres temporadas de la serie de Antena 3 El síndrome de Ulises.
En 2008 hizo una aparición en la serie La guillotina. Más tarde, en 2009, interpretó a Luis Molina, en Días sin luz. En 2009, hizo otro cameo en Aída, en el episodio 'Cirugía es Tetica'. Más tarde, participó en Al final del camino, como Antonio. En 2010, participó en la película, Que se mueran los feos dando vida a Luis. En 2011, interpretó a Pedro Carrasco, en la serie Como alas al viento. En 2011, participó en Operación Malaya, como Luis Fernando Linares. En ese mismo año dio vida a Rafa en No lo llames amor... llámalo X. En 2011, participó en Hoy quiero confesar, la miniserie. Después participó en La voz dormida, como Alberto. 
En marzo de 2012 interpretó a Agustín Pantoja en los 3 episodios de la serie Mi gitana en Telecinco. Más tarde, participó en la 3.ª temporada de Los Protegidos, dando vida a Martín ("el malo"). Poco después, participó en el corto Jacobo, dando vida a Pedro.
Apareció también en la película "El Mundo es Nuestro" en 2012.
Desde noviembre de 2012, hasta febrero de 2013 interpretó a Adolfo Serna ("el jefe") en Fenómenos en Antena 3.

### Vida personal
Mantuvo una relación sentimental con la también actriz Adriana Torrebejano entre 2013 y 2015.

## Filmografía

### Televisión[3][5]
- 2009: Aída, en Telecinco.
- 2011: Hoy quiero confesar, en Antena 3.
- 2011: Como alas al viento, en Telecinco, como Pedro Carrasco.
- 2011: Operación Malaya, en La 1, como Luis Fernando Linares.
- 2012: Los Protegidos, en Antena 3, como Martín.
- 2012: Mi Gitana, en Telecinco, como Agustín Pantoja.
- 2012-2013: Fenómenos, en Antena 3, como Adolfo Serna.
- 2013: Isabel, en La 1, como El Zagal.
- 2014: Los misterios de Laura, en La 1, como Vicente.
- 2015: Gym Tony, en Cuatro, como Juan Carlos.
- 2015-2016: Amar es para siempre, en Antena 3, como Eladio Montilla.
- 2016: Víctor Ros, en La 1, como Señor Forcada
- 2018-2019: La otra mirada, en La 1, como Don Rafael Peralta
- 2019: Toy Boy, en Antena 3, como Ángel Altamira.
- 2020: Servir y proteger, en La 1, como Tom Gargallo

- 2000: Castillos en el aire, en Canal Sur.
- 2000: Hablemos claro, en Canal Sur. Reportero.
- 2002: Padre Coraje, en Antena 3.
- 2006: Hospital Central, en Telecinco, como Claudio.
- 2006: Aquí no hay quien viva, en Antena 3, como un médico.
- 2007: Los hombres de Paco, (4x09) en Antena 3.
- 2007-2008: El síndrome de Ulises, en Antena 3, como Raimundo "Rai" Salazar.
- 2008: Lex, en Antena 3.

### Películas
- 2009: Al final del camino, como Antonio.
- 2010: Que se mueran los feos, como Luis.
- 2011: La voz dormida, como Alberto.
- 2011: No lo llames amor... llámalo X, como Rafa.
- 2012: El mundo es nuestro, como hermano Mayor.
- 2016: La madriguera, como el agente Torres.